# Wim Van Meerbeeck
Wim Van Meerbeeck (18 juli 1974) is een Belgische voormalige atleet, die gespecialiseerd was in de meerkamp. Hij verovert vijf Belgische titels.

## Loopbaan
Van Meerbeeck werd in 1996 voor het eerst Belgisch indoorkampioen op de zevenkamp. Hij verbeterde daarbij het Belgische record van Bert Van Opstal tot 5437 p. Het jaar nadien werd hij opnieuw indoorkampioen in een Belgisch record. Outdoor veroverde hij dat jaar de titel op de tienkamp. 
Ook in 1998 en 1999 werd hij Belgisch indoorkampioen. In 1999 opnieuw met een Belgisch record. Door verkeerd te trainen diende hij te stoppen met meerkamp. 
Van Meerbeeck was aangesloten bij Daring Club Leuven Atletiek.

## Belgische kampioenschappen
Outdoor
| Onderdeel | Jaar |
| --------- | ---- |
| tienkamp  | 1997 |

Indoor
| Onderdeel | Jaar                   |
| --------- | ---------------------- |
| zevenkamp | 1996, 1997, 1998, 1999 |

## Persoonlijke records
Outdoor
| Onderdeel | Prestatie | Datum | Plaats |
| --------- | --------- | ----- | ------ |
| tienkamp  | 7078 p    |       |        |

Indoor
| Onderdeel | Prestatie      | Datum               | Plaats |
| --------- | -------------- | ------------------- | ------ |
| zevenkamp | 5607 p (ex-NR) | 16-17 februari 1999 | Gent   |

## Palmares

### kogelstoten
- 1999:  BK indoor AC - 15,27 m

### zevenkamp
- 1996:  BK indoor - 5437 p (NR)
- 1997:  BK indoor - 5542 p (NR)
- 1998:  BK indoor - 5362 p
- 1999:  BK indoor - 5607 p (NR)

### tienkamp
- 1997:  BK - 6530 p